# Lot 56 (Île-du-Prince-Édouard)
Lot 56 est un canton dans le comté de Kings, Île-du-Prince-Édouard, Canada. Il fait partie de la Paroisse St. George.

## Population
- 469 (recensement de 2001)[1]
- 447 (recensement de 2006)[1]
- 413 (recensement de 2011)[2]

## Communautés
Non-incorporé :
- Annandale
- Bay Fortune
- Dingwells Mills
- Farmington
- Little Pond
- Red House
- Saint-Charles